# Campagne d'Andalousie (1285)
 (avril 2025).
Motif : Sources contrées ?
- Archive Wikiwix
- Bing
- Cairn
- DuckDuckGo
- E. Universalis
- Gallica
- Google
- G. Books
- G. News
- G. Scholar
- Persée
- Qwant
- (zh) Baidu
- (ru) Yandex
- (wd) trouver des œuvres sur Wikidata

| 1. | Préciser le motif de la pose du bandeau. | Précisez le motif de la pose du bandeau en utilisant la syntaxe suivante : {{admissibilité à vérifier\|date=avril 2025\|motif=remplacez ce texte par le motif}}                                   |
| 2. | Informer les utilisateurs concernés.     | Pensez à avertir le créateur de l'article, par exemple, en insérant le code ci-dessous sur sa page de discussion : {{subst:avertissement admissibilité à vérifier\|Campagne d'Andalousie (1285)}} |

La campagne mérinide d'Andalousie de 1285, est la quatrième campagne menée par le sultan mérinide Abu Yusuf Yaqub dans la péninsule ibérique. 

#### Francophone
- Ernest Mercier, Histoire de l'Afrique septentrionale (Berbérie) depuis les temps les plus reculés jusqu'à la conquête française (1830), Paris, Ernest Leroux, 1894, 477 p. (lire en ligne). .
- Ahmed ben Khâled Ennâsiri Esslâoui. (trad. de l'arabe par Ismaël Hamet), Kitâb Elistiqsâ li-Akhbâri doual Elmâgrib Elaqsâ [« Le livre de la recherche approfondie des événements des dynasties de l'extrême Magrib »], vol. XXXIII : Les Mérinides, Paris, Librairie Honoré Champion, coll. « Archives marocaines », 1934 (lire en ligne)
- Ahmed Khaneboubi, Les premiers sultans mérinides : 1269-1331 : histoire politique et sociale, L'Harmattan, 1987, 428 p. .
- Philippe Josserand, Église et pouvoir dans la péninsule Ibérique : Les ordres militaires dans le royaume de Castille (1252-1369), Casa de Velázquez, 2017, 912 p. .